# 中國多金屬礦業
中國多金屬礦業有限公司，簡稱中國多金屬礦業（英語：CHINA  POLYMETALLIC  MINING LIMITED，港交所：2133），在2009年於開曼群島註冊成立，業務在雲南採礦及生產，主要包括鉛、鋅、銀等金屬產品。當時主席為冉小川（本公司創辦人），現時主席為尹波（2015年8月25日委任）和首席執行官為李昌震。
其股份自2011年12月14日，在香港交易所主板上市，發行價為2.54港元，全球發售以500,000,000股，其中國際配售以 450,000,000股，集資額為12.7億港元。礦產位於大礦山、李子坪、 獅子山項目等。
中國總部位於中國四川省成都高新區天臺路145號南棟22樓，至於香港辦事處則位於香港皇后大道中99號中環中心63樓6312室。
2015年6月15至17日，中信大錳透過旗下中信大錳投資有限公司，以總代價239,775,000港元，或每股平均價0.718港元，收購該公司上市證券。

## 連結
- ChinaPolymetallic.com（页面存档备份，存于）